# Siegmund Benigni
Siegmund hrabě Benigni (německy Siegmund Josef Thomas Heinrich Ludwig Graf von Benigni in Müldenberg) (15. ledna 1855 Rijeka – 13. října nebo 23. října 1922 Štýrský Hradec) byl rakousko-uherský generál. V c. k. armádě sloužil jako absolvent vojenské akademie v nižších hodnostech od roku 1873. Během vojenské služby působil u řady posádek v celé monarchii, několik let strávil mimo jiné v Čechách (České Budějovice, Praha, Josefov). Uplatnil se také jako pedagog a v roce 1907 dosáhl hodnosti generálmajora. Na začátku první světové války byl jako polní podmaršál a divizní velitel povolán na východní frontu. Vyznamenal se v oblasti Dukelského průsmyku zastavením postupu ruské armády a dobyl Bukovinu. Jako samostatný velitel armádního sboru poté operoval v Karpatech a obsadil město Kolomyja. V roce 1915 dosáhl hodnosti polního zbrojmistra a v roce 1917 získal titul hraběte. V závěru první světové války byl přeložen na podružný post velitele v Krakově a po rozpadu monarchie byl v armádě penzionován.

## Životopis

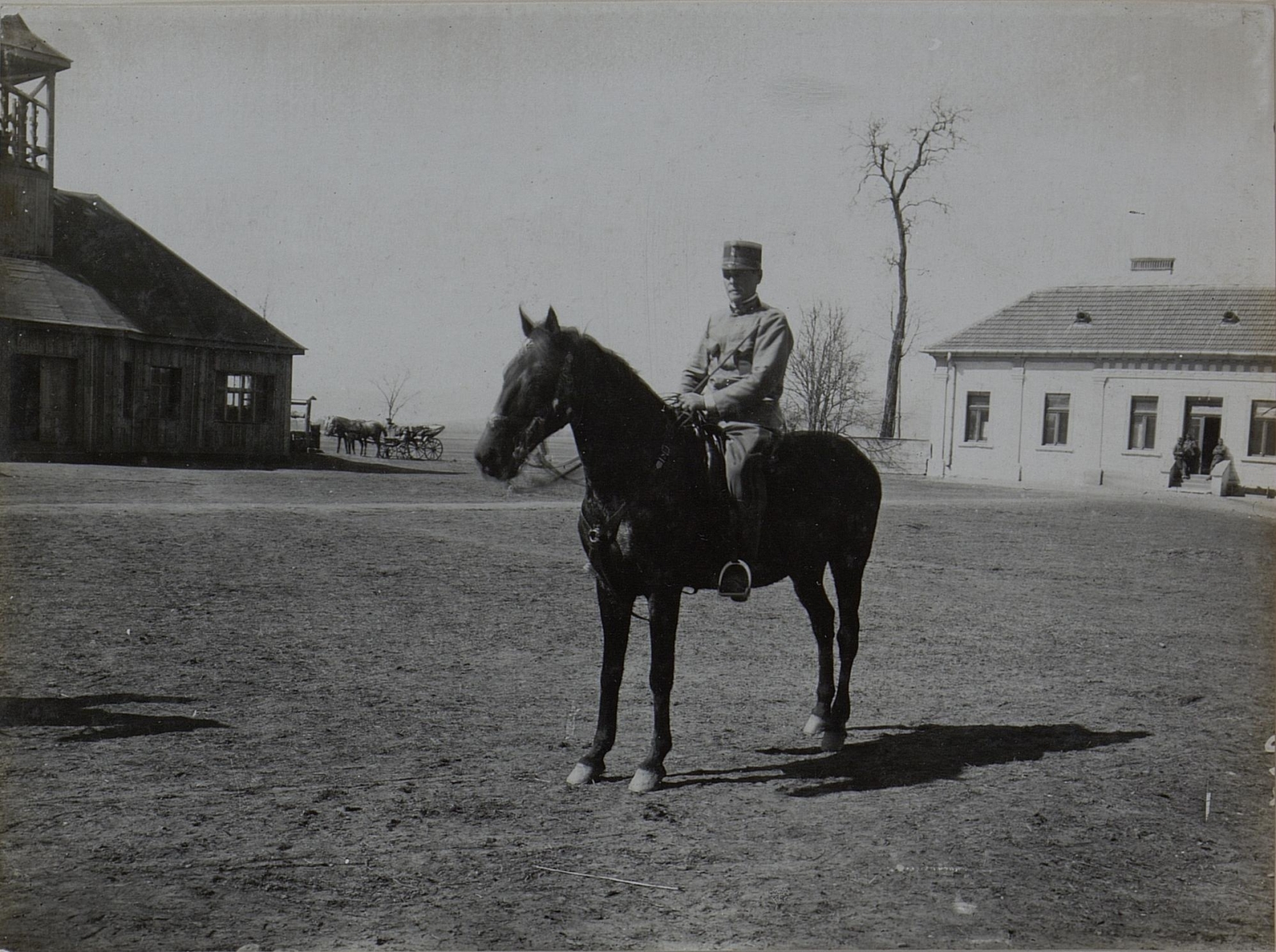
Polní zbrojmistr Siegmund Benigni v Sedmihradsku (1916)

Pocházel ze staré patricijské rodiny z Tridentu, která později přesídlila do Toskánska a rakouských zemí. Předkové se připomínají od 14. století a v roce 1740 byli povýšeni do šlechtického stavu v habsburské monarchii. Narodil se do početné rodiny, byl třetím synem c. k. podplukovníka a velitele ve Štýrském Hradci Heinricha Ferdinanda Benigniho (1809–1862). První vojenskou průpravu získal na kadetní škole v Mariboru, poté v letech 1869–1873 studoval na Technické vojenské akademii ve Vídni. V hodnosti poručíka nastoupil aktivní službu v roce 1873 u 1. pluku ženistů v Olomouci. Po absolvování kurzů pro vyšší důstojníky byl povýšen na nadporučíka a zařazen do důstojnického sboru generálního štábu (1880). Poté několik let sloužil u různých jednotek v Sibiu. V roce 1885 byl převelen do Krakova, krátce pak sloužil v Přemyšlu a Českých Budějovicích. V roce 1887 byl povýšen na kapitána a v letech 1889–1891 byl štábním důstojníkem u 8. armádního sboru v Praze, kde byl velitelem ženistů. V letech 1891–1898 působil u 47. pěšího pluku ve Štýrském Hradci a mezitím byl v roce 1893 povýšen na majora. V letech 1898–1901 vedl jako ředitel kadetní školu pro pěchotu v Prešpurku a mezitím postupoval v hodnostech (podplukovník 1898, plukovník 1901). Dále byl velitelem pěšího pluku č. 3 v Brně, pěšího pluku č. 19 ve Lvově (1902–1904) a pěšího pluku č. 2 ve Štýrském Hradci (1904–1907).

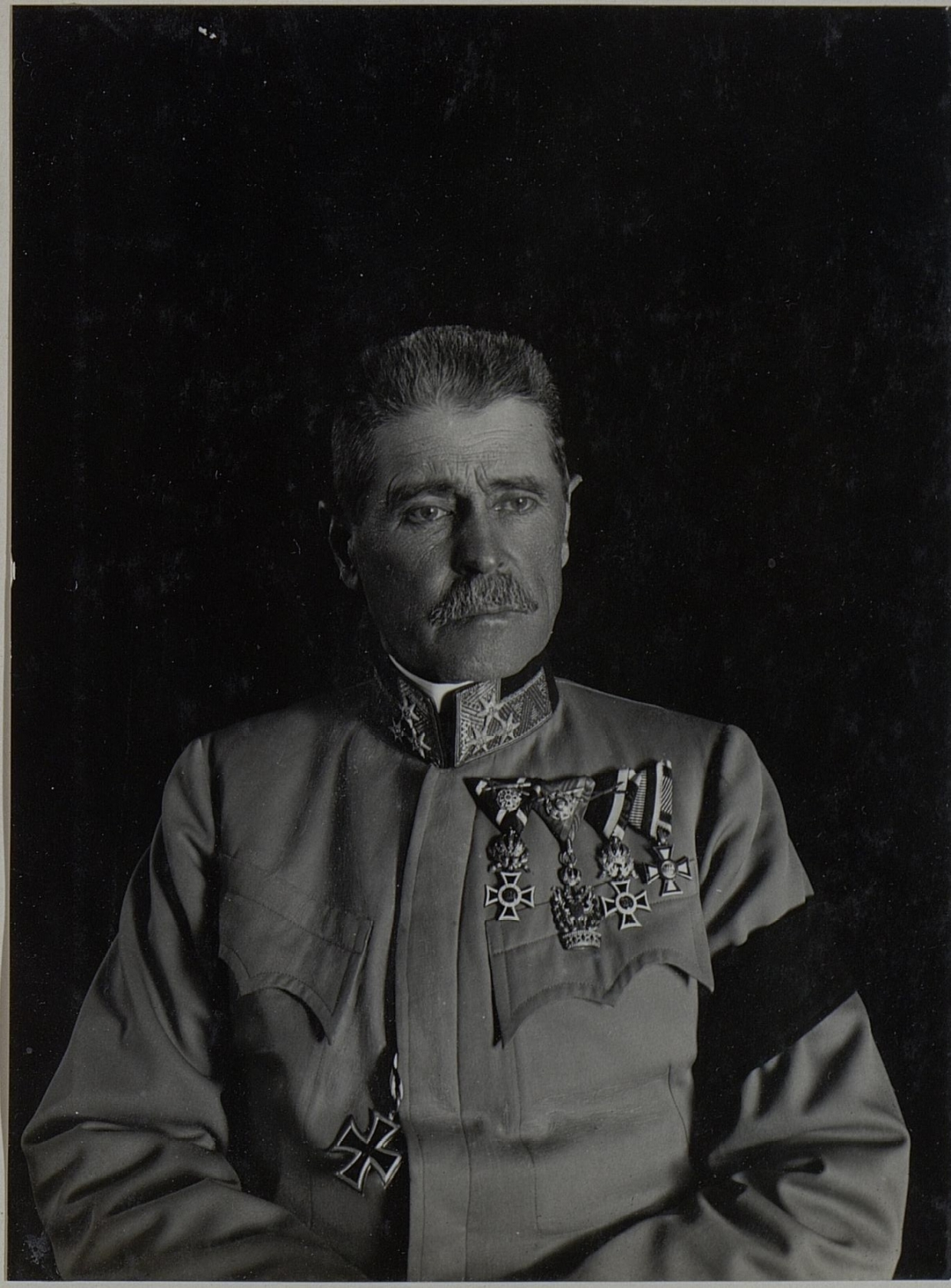
Polní zbrojmistr Siegmund Benigni (1917)

V roce 1907 dosáhl hodnosti generálmajora a byl pověřen velením 19. pěší brigády v Josefově, ještě téhož roku byl přeložen do Trebinje jako velitel 2. horské brigády. V roce 1910 byl jmenován zástupcem velitele 16. armádního sboru v Dubrovníku a k datu 1. listopadu 1911 získal hodnost polního podmaršála. V roce 1913 byl uvolněn z aktivní služby do stavu záloh a žil v soukromí ve Lvově. Již o rok později na začátku první světové války byl znovu povolán. Zúčastnil se bojů na východní frontě, od ledna 1915 velel 45. pěší divizi, v rámci armády generála Pflanzer-Baltina převzal na jaře 1915 velení 15. pěší divize v Karpatech. V červenci 1915 vytvořil ze svých jednotek armádní sbor, který nesl jeho jméno (Korps Benigni) a s ním bojoval na ruské frontě. K datu 1. listopadu 1915 byl povýšen do druhé nejvyšší armádní hodnosti polního zbrojmistra. V letech 1916–1918 byl velitelem 8. armádního sboru, s nímž se zúčastnil dalších bojů na východní frontě a v Rumunsku. Na jaře 1918 byl z fronty odvolán a nastoupil do méně důležité funkce vojenského velitele v Krakově. Zde setrval do konce první světové války a k datu 1. ledna 1919 byl penzionován. V soukromí žil ve Štýrském Hradci, kde zemřel a je zde také pohřben.

## Tituly a ocenění
Od narození užíval šlechtický titul rytíř, který rodině náležel od roku 1740. Za zásluhy byl spolu se svými bratry v roce 1917 povýšen do hraběcího stavu. Jednalo se osobní rozhodnutí císaře Karla I. ze srpna 1917, formality spojené s vydáním diplomu byly dokončeny 15. ledna 1918. V diplomu bylo výslovně uvedeno, že rodině je odpuštěna příslušná správní taxa, která v případě hraběcího titulu činila 12 600 rakouských korun. Sám Siegmund Benigni hodnotil své zásluhy velmi vysoko a usiloval o získání nejvyšší vojenského vyznamenání Řádu Marie Terezie, k tomu ale nedošlo. Při uvádění svých zásluh uváděl účast na obraně Jaroslavli, náročný přechod Karpat a dobytí Kolomyje. Jako velitel armádního sboru byl v roce 1916 jmenován c. k. tajným radou s nárokem na oslovení Excelence. Během vojenské služby získal řadu ocenění.
- Jubilejní pamětní medaile (1898)
- Vojenský záslužný kříž III. třídy (1901)
- Vojenský jubilejní kříž (1908)
- Vojenská záslužná medaile (1908)
- Mobilizační kříž (1913)
- rytířský kříž Leopoldova řádu s válečnou dekorací (1914)
- Řád železné koruny II. třídy s válečnou dekorací (1915)
- Řád železné koruny I. třídy s válečnou dekorací (1915)
- velkokříž Leopoldova řádu s válečnou dekorací (1916)
- Vyznamenání za zásluhy o Červený kříž (1916)
- Vojenský záslužný kříž II. třídy s válečnou dekorací (1918)

- Železný kříž II. třídy (Německo, 1918)
- Železný kříž I. třídy (Německo, 1918)

## Rodina

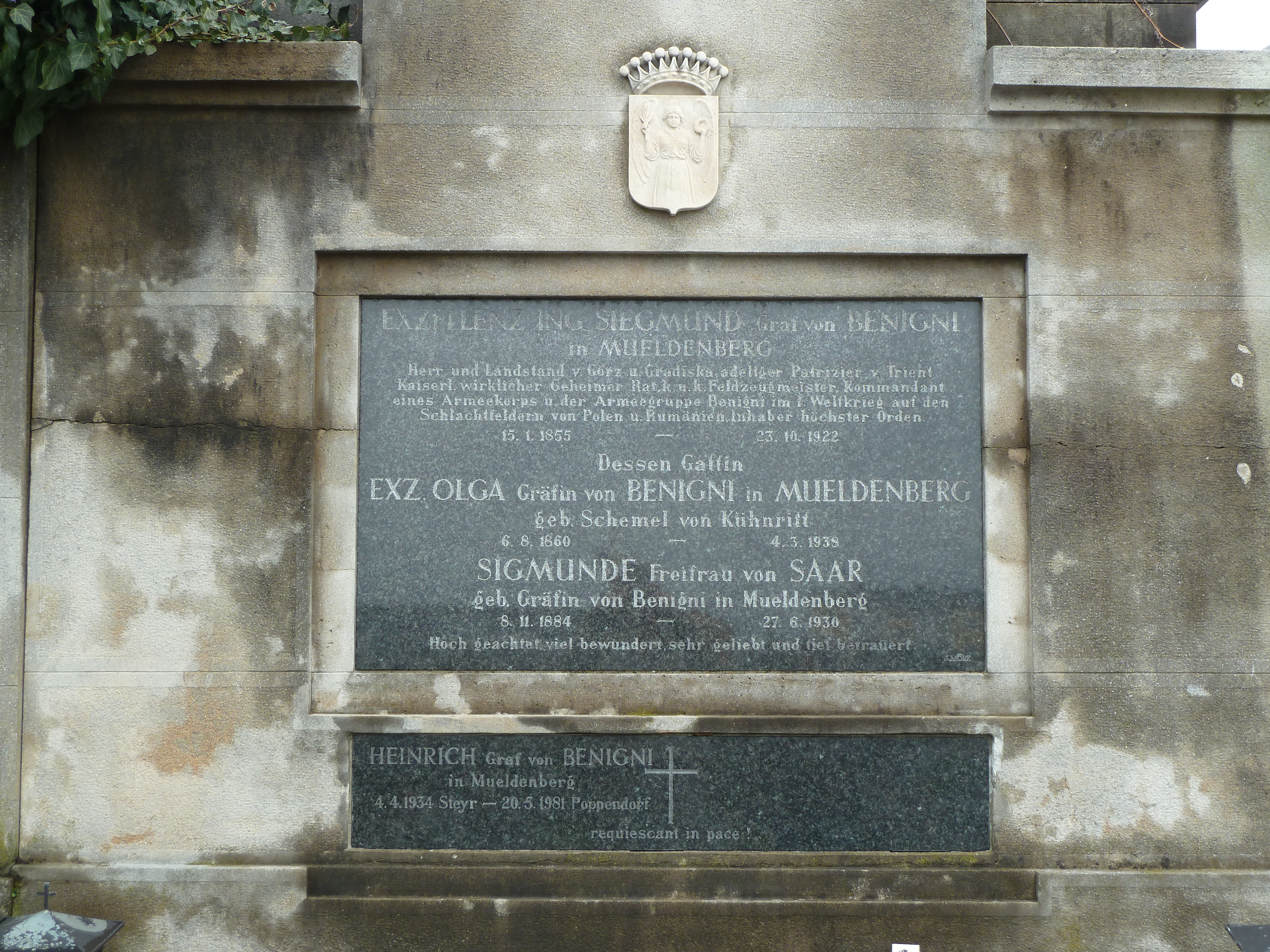
Hrobka rodiny Sigmunda Benigniho ve Štýrském Hradci

V roce 1884 se ve Štýrském Hradci oženil s Olgou Schemelovou von Kühnritt (1860–1938), dcerou plukovníka Ferdinanda Schemela. Měli spolu tři děti, ze synů byl starší Siegmund Josef (1886–1972), který sloužil v armádě a působil také ve státních službách jako okresní komisař. Mladší syn Karl Ferdinand (1889–1976) byl v c. k. armádě rytmistrem, později byl kapitánem u Luftwaffe a jako Sturmbannführer sloužil u jednotek SA.
Siegmundovi bratři sloužili u c. k. námořnictva, Heinrich (1848–1924) byl korvetním kapitánem a Rudolf (1862–1937) dosáhl za první světové války hodnosti viceadmirála.